# Australian Orchids
Australian Orchids (abreviado Austral. Orch.) es un libro con ilustraciones y descripciones botánicas que fue escrito por el médico, biólogo y botánico holandés Robert D. FitzGerald y publicado en dos volúmenes divididos en partes en los años 1875-1894. La parte n.º 5 del segundo volumen fue editada póstumamente por Henry Deane.
De 1875 a 1882 se asocia con Arthur James Stopps,  litógrafo  y FitzGerald publica siete partes de su obra Australian Orchids
Las exquisitas planchas litografiadas detallan sus disecciones de orquídeas, coloreadas a mano por artistas siguiendo sus muestras e instrucciones.